# Duhok Polytechnic University
Die Duhok Polytechnic University ist eine irakisch-kurdische Hochschule in Dahuk. Sie wurde 2012 gegründet. Neben dem Campus in Dahuk hat sie weitere Campusse in Akrê, Amedi, Bardarash, Shingal, Schaichān und Zaxo.